# Radliniec
Radliniec [pronunciación en polaco: /raˈdliɲet͡s/] (en alemán: Wilhelmswalde) es un pueblo ubicado en el distrito administrativo de Gmina Nowe Miasto nad Warta, dentro de Distrito de Środa Wielkopolska, Voivodato de Gran Polonia, en el oeste de Polonia central. Se encuentra aproximadamente a 24 kilómetros al sureste de Środa Wielkopolska y a 54 kilómetros al sureste de la capital regional Poznań.